# Ottomaans Albanië
Ottomaans Albanië (Albanees: Shqipëria Osmane) is de benaming van de Ottomaanse bezetting van Albanië. Albanië viel vanaf 1479 tot 1912 onder volledig Ottomaans heerschappij.
In 1415 werd in centraal- en zuid-Albanië een Ottomaanse sandjak uitgeroepen na veroveringen van het Prinsdom Albanië. In 1444 viel de Ottomaanse sandjak na de stichting van de Albanese Liga van Lezhë. In 1479 werd de Liga van Lezhë na een 47 jaar durende oorlog verslagen door sultan Mehmet II. Sindsdien zou het gebied dat overeenkomt met het huidige Albanië vier eeuwenlang bezet worden door het Ottomaanse Rijk. De Ottomaanse heerschappij had een grote invloed op de bevolking, zo bekeerden de Albanezen zich tussen de 17e en 18e eeuw in groten getale tot de islam. Als gevolg hiervan kregen de Albanezen veel grondgebied in de vorm van pasjaliks en vilajets. Enkele grootvizieren, gouverneurs en militairen binnen de Ottomaanse politiek waren eveneens van Albanese afkomst.

## Verloop
Veel invloedrijke politici van het Ottomaanse Rijk waren sindsdien ook etnisch Albanees. De Albanese adel regeerden over autonome pasjaliks en vilajets. De Albanezen hadden binnen het rijk de reputatie van eersteklas soldaten en handelaren en zwermden uit naar alle delen van het rijk. Een aantal vooraanstaande Griekse families heeft Albanese wortels. Met het echte Albanië ging het echter bergafwaarts. De sultan stak weinig in de ontwikkeling van dit buitengewest, en de pasha's (gouverneurs) waren er oppermachtig. De bevolking verarmde, en de cultuur kwam weinig tot ontwikkeling. De Albanezen hadden niet, zoals de Serviërs en Grieken, een belangrijke gemeenschap buiten het rijk, noch buitenlandse vrienden. Terwijl andere volken een eigen staat stichtten en een culturele traditie opbouwden, was er nog steeds verwarring over het Albanese alfabet.
In de tweede helft van de 19e eeuw kalfde de Ottomaanse macht echter in versneld tempo af. Rond de eeuwwisseling was bij de Albanese elite het besef doorgedrongen dat ze weleens de boot zouden kunnen missen als ze niet voor zichzelf opkwamen. Albanië zou dan opgedeeld worden en de nationale identiteit zou verloren gaan. In de jaren 80 van de 19e eeuw hadden zij zich nog met succes tegen de hebzucht van koninkrijk Montenegro verdedigd, en hier bitter weinig voor teruggekregen van de sultan. De Albanezen kwamen in opstand tegen het Ottomaanse Rijk, en wisten zelfs Skopje te bezetten. Vlak voor het uitbreken van de Eerste Balkanoorlog, verkreeg Albanië autonomie binnen het Ottomaanse Rijk, maar voor Servië, Montenegro, Bulgarije en Griekenland was dit een teken dat het rijk op zijn zwakst was. Ze vielen de Turken aan. Tijdens de Eerste Balkanoorlog verklaarde de Voorlopige regering van Albanië die werd geleid door Ismail Qemali, zich onafhankelijk (1912).

## Lijst van Ottomaans-Albanese grootvizieren
| Afbeelding | Grootvizier                    | Periode   |
| ---------- | ------------------------------ | --------- |
|            | Ayas Mehmed Pasha              | 1536-1539 |
|            | Lüfti Pasha                    | 1539-1541 |
|            | Koca Sinan Pasha               | 1595-1596 |
|            | Köprülü Mehmed Pasha           | 1656-1661 |
|            | Köprülü Fazıl Ahmet Pasja      | 1661-1676 |
|            | Amcazade Köprülü Hüseyin Pasha | 1697-1702 |
|            | Köprülü Fazıl Mustafa Pasja    | 1689-1691 |
|            | Arabacı Ali Pasha              | 1691-1692 |
|            | Alemdar Mustafa Pasha          | 1808      |
|            | Mehmed Ferid Pasha             | 1903-1908 |

## Lijst van Ottomaans-Albanese Valide sultans
| Afbeelding | Valide sultan  | Periode   |
| ---------- | -------------- | --------- |
|            | Gülbahar Hatun | 1481-1492 |
|            | Safiye Sultan  | 1595-1603 |